# Días contados
Pour plus de détails, voir Fiche technique et Distribution.
Días contados est un film espagnol réalisé par Imanol Uribe, sorti en 1994. Adapté du roman Feux de paille de Juan Madrid, il a obtenu de nombreux prix dont la Coquille d'or au Festival international du film de Saint-Sébastien, et huit Goyas.

## Synopsis
Antonio, un terroriste d'ETA, planifie un attentat à Madrid. Il rencontre Charo, une prostituée droguée de 18 ans.

## Fiche technique
- Réalisation : Imanol Uribe
- Scénario : Imanol Uribe d'après Juan Madrid
- Photographie : Javier Aguirresarobe
- Montage : Teresa Font
- Musique : José Nieto
- Pays d'origine :  Espagne
- Langue originale : espagnol
- Genre : thriller
- Durée : 97 minutes
- Dates de sortie :
  - Festival international du film de Saint-Sébastien : septembre 1994
  - Espagne : 6 octobre 1994
  - France : 17 septembre 1995

## Distribution
- Carmelo Gómez : Antonio
- Ruth Gabriel : Charo
- Javier Bardem : Lisardo
- Karra Elejalde : Rafa
- Candela Peña : Vanesa
- Elvira Mínguez : Lourdes
- Pepón Nieto : Ugarte
- Mariola Fuentes : Artiste de rue

## Distinctions
- Festival international du film de Saint-Sébastien : Coquille d'or et Coquille d'argent du meilleur acteur pour Javier Bardem
- 9e cérémonie des Goyas : huit prix dont meilleur film, réalisateur (Imanol Uribe), acteur (Carmelo Gómez) et acteur dans un second rôle (Javier Bardem), scénario adapté (Imanol Uribe)
- Prix Sant Jordi du cinéma : meilleur film espagnol
- Fotogramas de Plata : meilleur film et meilleur acteur (Carmelo Gómez)
- Prix Ondas : meilleur réalisateur (Imanol Uribe), acteur (Carmelo Gómez) et actrices (Ruth Gabriel, Candela Peña et Elvira Mínguez)
- Unión de Actores y Actrices : prix aux meilleurs acteurs pour Carmelo Gómez (premier rôle) et Javier Bardem (second rôle)